# Sociedad de la información

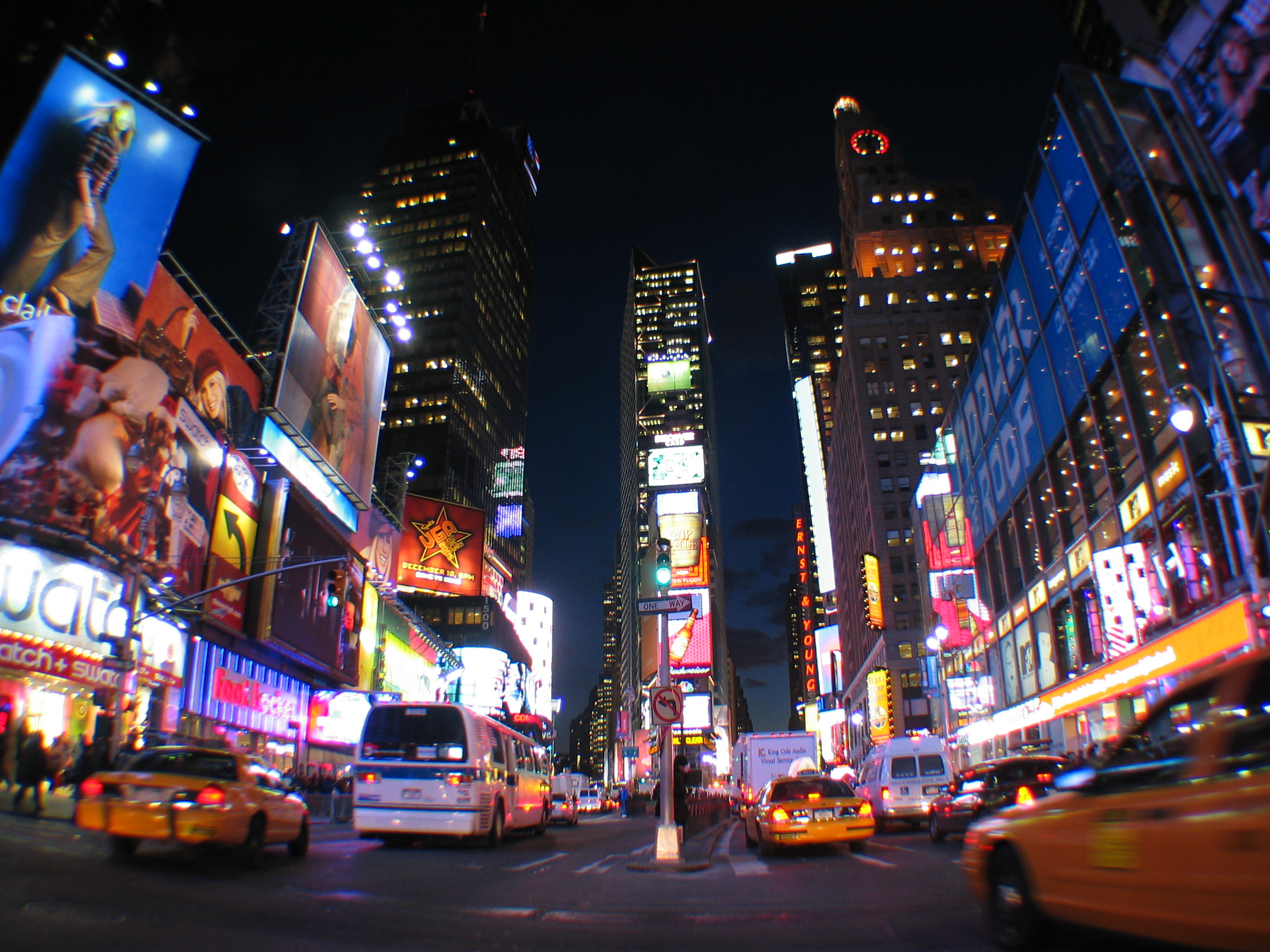
Times Square en el corazón de una densa "sociedad de información", con multiplicidad de soportes y de fuentes.

La sociedad de la información es un proceso de evolución profunda de la vida y las intersecciones entre personas, gobiernos, facultades y organizaciones por el uso intensivo de las tecnologías de la información y la comunicación (TIC), que facilitan la creación, distribución y manipulación de la información y desempeñan un papel esencial en las actividades sociales, culturales y económicas. La noción de sociedad de la información ha sido inspirada por los programas de desarrollo de los países industrializados, y el término ha tenido una connotación más política que teórica, pues a menudo se presenta como una aspiración estratégica que permitiría superar el estancamiento social.

## Concepto

Gráfica que indica "Número de usuarios de Internet cada 100 habitantes", período 1997-2017. Fuente: International Telecommunication Union.
Las tres gráficas corresponden (de arriba abajo) a:
(1) Mundo desarrollado; (2) Mundo en su conjunto; (3) Mundo en vías de desarrollo.

El concepto de sociedad de la información comenzó a utilizarse en Japón durante los años sesenta, considerándose al autor Yoneji Masuda como precursor, a través de sus dos obras más conocidas Una introducción a la Sociedad de la Información (1984) y, especialmente, en La Sociedad de la Información como sociedad post-industrial, Institute for the Information Society  (1980), es en esta última donde enuncia por primera vez el término, definiéndola como una sociedad que crece y se desarrolla alrededor de la información y aporta un florecimiento general de la creatividad intelectual humana, en lugar de un aumento del consumo material; y destaca como factores claves el conocimiento y la innovación, junto a la adopción y difusión de las tecnologías que facilitan el tratamiento y transmisión de la información y el conocimiento. 
El sociólogo Manuel Castells, de un modo más descriptivo que crítico, examinó los caracteres del nuevo paradigma para acuñar, no la noción de la sociedad de la información, sino la de era informacional, con Internet como fundamento principal a este nuevo modo de organización social en esferas tan dispares como las relaciones interpersonales, las formas laborales o los modos de construir la identidad propia.
La sociedad de la información es vista como la sucesora de la sociedad industrial. Relativamente similares serían los conceptos de sociedad posindustrial (Daniel Bell), posfordismo, sociedad postmoderna, sociedad del conocimiento, entre otros. Este último concepto parece estar emergiendo en detrimento de la sociedad de la información.

### Definición
En primer lugar, para precisar el concepto de sociedad de la información habría que partir por definir qué es la información. De acuerdo con el Diccionario de la lengua española, se trata de la “comunicación o adquisición de conocimientos que permiten ampliar o precisar los que se poseen sobre una materia determinada”.
La Sociedad de la Información hace referencia a la importancia social que se le concede a la comunicación y la información en la sociedad actual, donde se involucran las relaciones sociales, económicas y culturales.
En la Sociedad de la Información resulta elemental el proceso de captar, procesar y comunicar las informaciones necesarias. Así, en este tipo de sociedad, la gran mayoría de ésta se dedicará a la prestación de servicios y dichos servicios consistirán en el procesamiento, distribución o utilización de la información.
Es necesario comprender que vivimos en un mundo digitalizado, por lo tanto es importante comprender que la tecnología que empleamos a diario están modificando la forma en que nos comunicamos, socializamos, afectando directamente nuestro desarrollo personal y social. Por consiguiente, estamos relacionados con una magnitud de datos e información que requiere necesariamente el uso de TIC.
La sociedad de la información no está limitada a Internet, aunque este ha desempeñado un papel muy importante como un medio que facilita el acceso e intercambio de información y datos. La Wikipedia es un notable ejemplo de los resultados del desarrollo de este tipo de sociedades. Recientemente se considera a los blogs como herramientas que incentivan la creación, reproducción y manipulación de información y conocimientos. 
Cuando se  habla de  sociedad de la información se alude a un nuevo paradigma de desarrollo, que tiene como protagonista a la tecnología como motor de un cambio económico, la misma entiende que existe una nueva etapa del desarrollo humano que se caracteriza por el predominio que han alcanzado la información, la comunicación y el conocimiento en la economía y en el conjunto de actividades humanas.La sociedad de la información surge entonces con el uso de innovaciones tecnológicas, de información y las comunicaciones, la llamada era digital. La misma tiene como características principales: “exuberancia (extensa cantidad de datos), omnipresencia (está en todas partes y sin límites de fronteras), irradiación (las distancias geográficas y de tiempo se reducen al mínimo), velocidad (comunicación  instantánea), multilateralidad/ centralidad (la información circula   por todo el mundo), interactividad/unilateralidad (los usuarios son tanto consumidores como productores de información), desigualdad (no todo mundo tiene acceso a la información y heterogeneidad (internet como el ágora de debates e intercambio de ideas diversas).
De acuerdo con la declaración de principios de la Cumbre Mundial sobre la Sociedad de la Información, llevado a cabo en Ginebra (Suiza) en 2003, la sociedad de la información debe estar centrada en la persona, integradora y orientada al desarrollo, en que todos puedan crear, consultar, utilizar y compartir la información y el conocimiento, para que las personas, las comunidades y los pueblos puedan emplear plenamente sus posibilidades en la promoción de su desarrollo sostenible y en la mejora de su calidad de vida, sobre la base de los propósitos y principios de la Carta de las Naciones Unidas.
En relación con la sociedad de la información, se debe mencionar el aspecto de la tecnología, por lo que se puede mencionar lo que dijeron los autores Harvey Brooks y Daniel Bell en 1971 respecto a este término: "Es el uso del conocimiento científico para especificar modos de hacer cosas de una manera reproducible (...) Entre las tecnologías de la información incluyó, como todo el mundo, el conjunto convergente de tecnologías de la microelectrónica, la informática (máquinas y software), las telecomunicaciones televisión/radio y la optoelectrónica".[cita requerida]
Ligado al concepto de sociedad de la información está el de brecha digital, que hace referencia a la diferencia entre aquellos usuarios que conocen y hacen uso de las TIC y aquellos otros que permanecen al margen. Esta brecha digital es un indicador de lo que se ha dado en llamar analfabetismo digital.
Asimismo, los rasgos que definen la sociedad de la información son los siguientes:
| Características de la sociedad de la información | Características de la sociedad de la información |
| ------------------------------------------------ | --- |
| Exuberancia                                      | Se distingue por la gran cantidad de información y datos que circulan actualmente en las TIC. |
| Omnipresencia                                    | El espacio preferido para la difusión de ideas e interacción social son las TIC, su universalidad implica mayor facilidad para la interacción social.                                                                   |
| Irradiación                                      | La difusión de mensajes es prácticamente ilimitada gracias a que las distancia físicas se difuminan. |
| Velocidad                                        | La comunicación es inmediata e incluso simultánea con internet. |
| Multilateralidad / Centralidad                   | Existe la capacidad técnica de recibir información de todas partes, no obstante lo más probable es que la mayor parte de ésta surja de unos cuantos sitios.                                                             |
| Interactividad / Unilateralidad                  | La comunicación contemporánea permite que sus usuarios sean productores de mensajes, sin embargo la mayoría de usuarios utiliza poco esa capacidad, son comunicadores pasivos.                                          |
| Desigualdad                                      | Existe un problema de falta de equidad social en la propagación e intercambio de información, en las naciones más industrializadas aumenta el acceso a la red, mientras los países más pobres son ajenos al internet.   |
| Heterogeneidad                                   | En los medios de comunicación se multiplican las ideas, opiniones, comentarios y manifestaciones de toda índole. |
| Desorientación                                   | La sociedad de la información requiere de habilidades o técnicas para distinguir lo verídico de lo falaz, a partir de la gran cantidad de material que se comparte en internet.                                         |
| Ciudadanía pasiva                                | El intercambio de ideas en internet es menos frecuente que el intercambio económico de bienes y servicios, a pesar de que la sociedad de la información aspira el desarrollo cultural y la humanización de la sociedad. |